# Mah Laqa Bai
Mah Laqa Bai (7 de abril de 1768 - agosto de 1824), nacida Chanda Bai, y también conocida como Mah Laqa Chanda, fue una poeta, cortesana y filántropa india urdu del siglo XVIII en Hyderabad. En 1824, se convirtió en la primera poeta en tener un diwan (colección de poemas) de su obra, una compilación de Urdu Ghazals llamada Gulzar-e-Mahlaqa, publicada póstumamente. Vivió en un período en el que Dakhini (una versión del urdu) estaba haciendo su transición al urdu altamente persianizado. Sus contribuciones literarias dan una idea de tales transformaciones lingüísticas en el sur de la India.
Mah Laqa Bai fue una cortesana influyente del Deccan; el Nizam, gobernante de Hyderabad, la nombró miembro de la omarah (la más alta nobleza), y como afiliada cercana a la corte, se discutió sobre las políticas estatales y cumplió los compromisos diplomáticos asignados. Experta en lanzamiento de jabalina, tent pegging y tiro con arco, acompañó al Nizam II en tres batallas, expediciones de caza y campamentos. Se movía en palanquín con guardias y tamborileros anunciando su llegada.
En 2010, su memorial en Hyderabad, que alberga su tumba, un caravasar y una mezquita, fue restaurado con fondos donados por el gobierno federal de los Estados Unidos.

## Biografía
Nacida como Chanda Bibi el 7 de abril de 1768 en Aurangabad en el actual Maharashtra. Su madre era Raj Kunwar – una cortesana que emigró de Rajputana, y el padre era Bahadur Khan, quien sirvió como Mansabdar (oficial militar) en la corte del emperador mogol Muhammad Shah. Khan emigró de Delhi a Hyderabad Deccan, donde conoció y se casó con Raj Kunwar. Chanda Bibi fue adoptada por la hermana sin hijos de Kunwar, Mehtaab Ma, que era la cortesana favorita de Nawab Rukn-ud-Daula, primer ministro de Nizam de Hyderabad.
Nawab Rukn-ud-Daula se interesó personalmente en la formación de Chanda Bibi y le proporcionó los mejores profesores. Mientras crecía, tuvo acceso a una biblioteca bien dotada y la rodeó de la vibrante cultura de Hyderabad. Cuando tenía 14 años, destacó en equitación y tiro con arco. Fue el segundo Nizam (Mir Nizam Ali Khan) quien le dio el título de "Mah Laqa Bai". Debido a sus habilidades, acompañó al Nizam II en tres guerras; vestida con atuendo masculino, destacó por sus habilidades con el arco y la jabalina en las guerras. Debido a sus contribuciones, los Nizam le otorgaron Jagir (tierras) en varias ocasiones, que incluyen los barrios de Hyderguda, Chanda Nagar, Syed pally y Adikmet. En una ocasión, se le confirió el título de Mah Laqa - que significa "Rostro de la Luna". Aunque nunca se casó, estaba enamorada de Raja Rao Rambha Rao (un jefe militar de Maratha que dirigió una caballería de 600 hombres del ejército, luchó contra el Imperio de Maratha bajo el segundo Nizam y solía admirar al Capitán Sir John Malcolm (un asistente de James Achilles Kirkpatrick, residente británico en Hyderabad).
Fue una mujer influyente en la corte del segundo y tercer Nizam de Hyderabad. En ese momento, ella era la única mujer en recibir reconocimiento público en el estado de Hyderabad. Además, fue nombrada miembro de la omarah, la más alta nobleza. Mah Laqa fue consultada con frecuencia por los gobernantes del estado sobre cuestiones de política. Como orgullo de la nobleza de aquellos tiempos, se reservó un batallón de 500 soldados para marchar con ella mientras visitaba a algún funcionario. Fue amante de los primeros ministros de los Nizams. Murió en 1824 y legó sus propiedades que incluían tierras, oro, plata y joyas con incrustaciones de diamantes a mujeres sin hogar. Su residencia, que estaba ubicada en Nampally, Hyderabad, hoy se había convertido en una universidad de grado para niñas con ayuda del gobierno.  Mah Laqa de Deccan fue contemporánea de poetas de renombre como Mir Taqi Mir, Mirza Muhammad Rafi Sauda y Khwaja Mir Dard en el norte de la India. Murió en Hyderabad en agosto de 1824.

## Trabajos

### Poesía

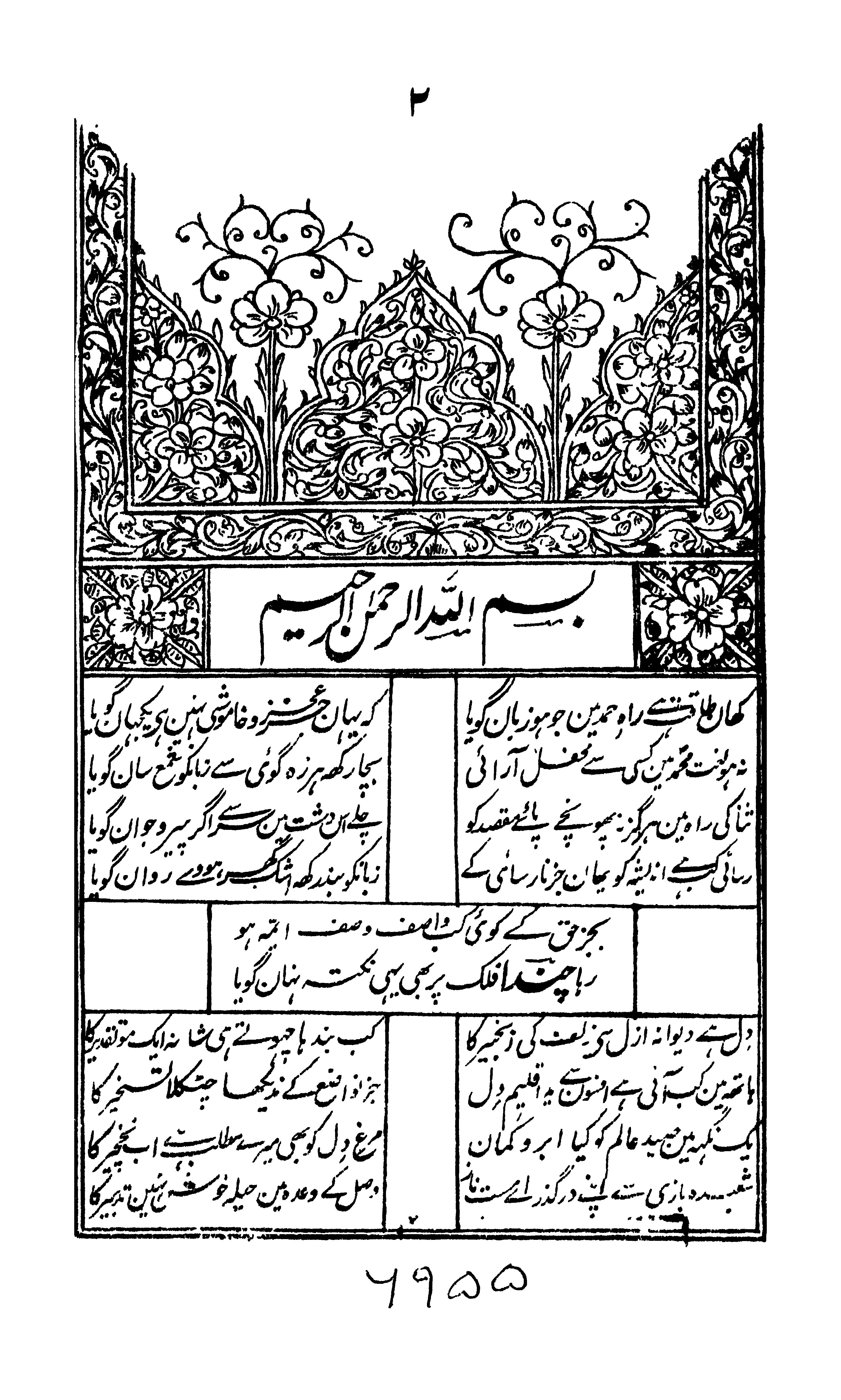
La primera página del Dewan de Mah Laqa Chanda

Mah Laqa fue influenciada por la obra literaria del poeta místico Siraj Aurangabadi (1715-1763), y aprendió poesía de Nawab Mir Alam, quien más tarde se convirtió en el primer ministro del Estado de Hyderabad. Su primer idioma fue el urdu, y también dominaba los idiomas árabe, persa y bhojpuri. Fue la primera mujer poeta en escribir un diván, una colección completa de gazales en urdu. La colección, llamada Gulzar-e-Mahlaqa, comprende 39 gazales, y cada gazal consta de 5 coplas. La colección se publicó en 1824 después de su muerte. El Diwan e Chanda es una colección de manuscritos de los 125 gazales de Mah Laqa, compilados y caligrafiados por ella en 1798. Fue firmado y regalado al Capitán Malcolm el 18 de octubre de 1799, durante un espectáculo de danza en la residencia de Mir Alam. Ahora se conserva en el Museo Británico.

Su seudónimo era Chanda. Las palabras urdu Bulbul (pájaro cantor), Gul (capullo de rosa) y Saqi (el que sirve vino) se repiten como temas en sus gazales. Su popularidad en la lectura de poesía la convirtió en la primera poetisa de la región en participar y presentar sus poesías en un mushaira (simposio poético) que antes estaba reservado para los hombres. Junto con su poesía, a veces cantaba las canciones compuestas por el emperador mogol Muhammad Shah y el sultán de Bijapur Ibrahim Adil Shah II. De su colección Diwan of 39 Ghazal, un Ghazal "Esperando florecer (un día) en una flor" se traduce al inglés como:
Hoping to blossom (one day) into a flower,
Every bud sits, holding its soul in its fist.
Between the fear of the fowler and (approaching) autumn,
The bulbul’s life hangs by a thread.
Thy sly glance is more murderous than arrow or sword;
It has shed the blood of many lover.
How can I like a candle to thy (glowing) cheek?
The candle is blind with the fat in its eyes.
How can Chanda be dry-lipped. O Saqi of the heavenly wine!

She has drained the cup of thy love.

### Canto y baile

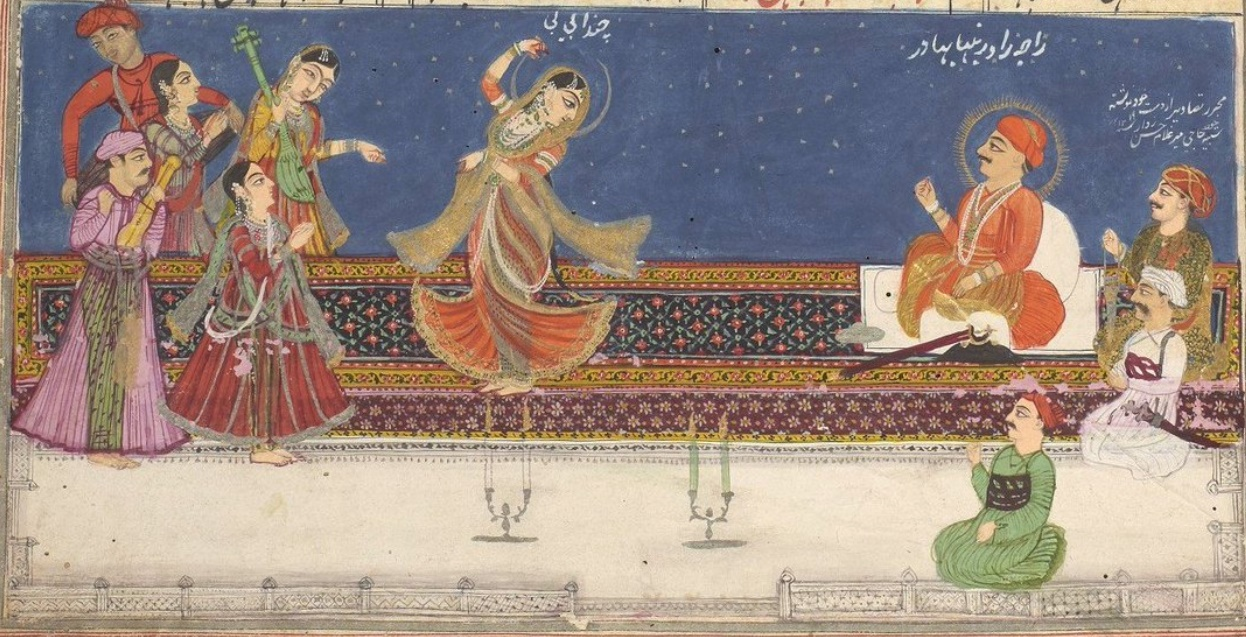
Mah Laqa bailando en la corte

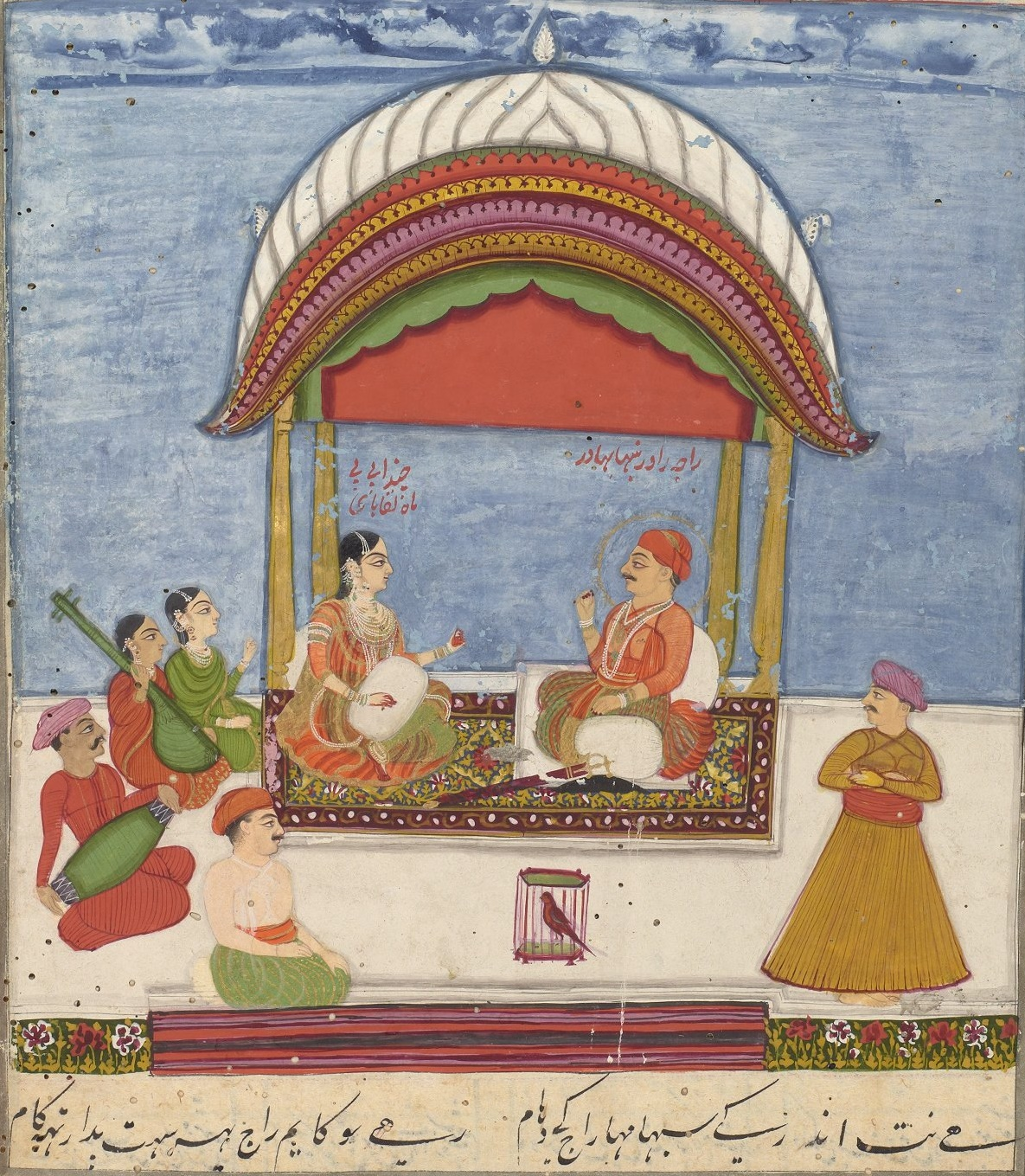
Mah Laqa cantando poesía

Mah Laqa aprendió canto y música clásica india especializándose en Thumri de Khushhal Khan, un maestro músico de su tiempo, y bisnieto de Tansen, el maestro de la corte de Mughal. Distinguió en el canto de Ghazal en múltiples raga (modos melódicos) y Taal (ritmos); era experta en Yaman raga y Khayal Tappa, que solía cantar en ocasiones especiales. Mah laqa prefirió usar Bhimpalasi raga en Ghazals románticos. Cuando cantaba canciones sufíes, usaba Dhrupad raga mezclado con taal chautala y raga Bhairavi.
Mah Laqa destacó en el canto de letras de amor acompañadas por el estilo Deccani de la danza Kathak, que era popular y practicada por cortesanas en las cortes del virrey bajo el mogol posterior. Según Pallabi Chakravorty y Nilanjana Gupta sugieren en su libro Dance Matters Too - (2018), no hay un trabajo escrito específico de la forma de baile de Mah Laqa Bai, varias poses capturadas en sus retratos, sus pinturas en miniatura y basadas en la investigación moderna que practicó. Estilo Deccan de forma de danza Kathak, que no existe en la actualidad. Mah Laqa Bai patrocinó y entrenó a la nueva generación de cortesanas en danza y música, dotó a un instituto dirigido por su hija adoptiva "Husn Laqa Bai" para continuar con un linaje de bailarinas y cortesanas para aprender el estilo Deccan de Kathak. Según las pinturas en miniatura exhibidas y exhibidas por el Museo Salar Jung en Google Arts & Culture en 2016, Mah Laqa Bai aprendió danza del maestro Panna Maharaj y Khushhal Khan.
Mah Laqa Bai estableció un centro cultural en el que ella entrenó a 300 niñas junto con otros maestros. La biblioteca de Maha Laqa contiene manuscritos y libros de poesía junto con las colecciones de arte y ciencia. Patrocinó y supervisó la publicación de Mahnama, un libro histórico sobre el período de reactivación del estado de Hyderabad. Aunque Mah Laqa practicaba el Islam, estaba influenciada por la comprensión de los libros y la filosofía hindúes. Un autor estudió sus escritos y dijo que "sus versos tenían un tono distintivo en el que elogiaba al rey y los nobles, un estilo común empleado por los poetas durante los siglos XVII y XVIII".

### Amante
Después de la Batalla de Kharda en 1795, el Nizam II fue derrotado por Maratha Madhavrao II, lo que condujo al Tratado de Kharda. Según el tratado, el Nizam II debía ceder algunos de los territorios de Maratha junto con Arastu Jah —(el entonces Kiladar de Aurangabad) como rehén en Poona. Después de su confinamiento de dos años, en el año 1797 Arastu Jah había logrado influir con éxito en algunos de los líderes de Maratha para canalizar su liberación y había restituido los territorios cedidos de Nizam II. Este éxito diplomático de Arastu Jah impresionó a Nizam II y fue nombrado Dewan de Hyderabad. Mah Laqa Bai fue presentado inicialmente a Nizam II por Arastu Jah para influir en Nizam II y quería estar al tanto de su herem. Fue bajo el patrocinio de Arastu Jah. Mah Laqa comenzó su carrera como poeta y, por iniciativa de Arastu Jah, su colección de poesía fue publicado en forma de Dewan en 1798.

### Batallas y expediciones
Mah Laqa Bai dominó el lanzamiento de lanza, la fijación de tiendas de campaña y el tiro con arco a la edad de catorce años, por lo que es conocida como una intérprete brillante y una guerrera hábil. Participó en las tres batallas libradas por Nizam II (Batalla de Kolar—1781 d. C., Batalla de Nirmal—1782 d. C. y Batalla de Pangal—1789 d. C.) vestida principalmente con un atuendo de batalla masculino y mostrando habilidades excepcionales para lanzar lanzas. Acompañó a Nizam II en múltiples expediciones de caza.
Mah Laqa Bai tenía experiencia en negociaciones diplomáticas, por lo que el entonces primer ministro de Hyderabad Mir Alam no pudo derrocarla. Era muy aficionada a los caballos, su vínculo con Maratha Genral Rao Ramba culminó debido a la afición de ambos por los caballos. Una vez en una misión diplomática ante la corte de los gobernantes de Maratha en Pune, la ministra principal de Maratha, Nana Phadnavis, quedó asombrada con el profundo conocimiento de Mah Laqa Bai sobre los caballos árabes, que compró a un comerciante francés para ella y como regalo para Rao Ramba.

## Monumento
Cerca de un montículo en Moula-Ali, Hyderabad, Mah Laqa construyó un complejo amurallado donde solía celebrar mushairas. Dentro de este recinto, construyó una tumba para su madre biológica en 1792. Después de su muerte, Mah Laqa fue enterrada junto a ella. La tumba fue construida en el estilo arquitectónico de Mughal y Rajasthani en el patrón Char Bagh. Junto con el mausoleo, el complejo contiene un pabellón en el centro que está intrincadamente decorado con estuco, un Caravanserai, una mezquita y dos escalones. En una madera de teca tallada sobre la puerta de su mausoleo, se puede ver una inscripción en urdu que se traduce como al inglés como:

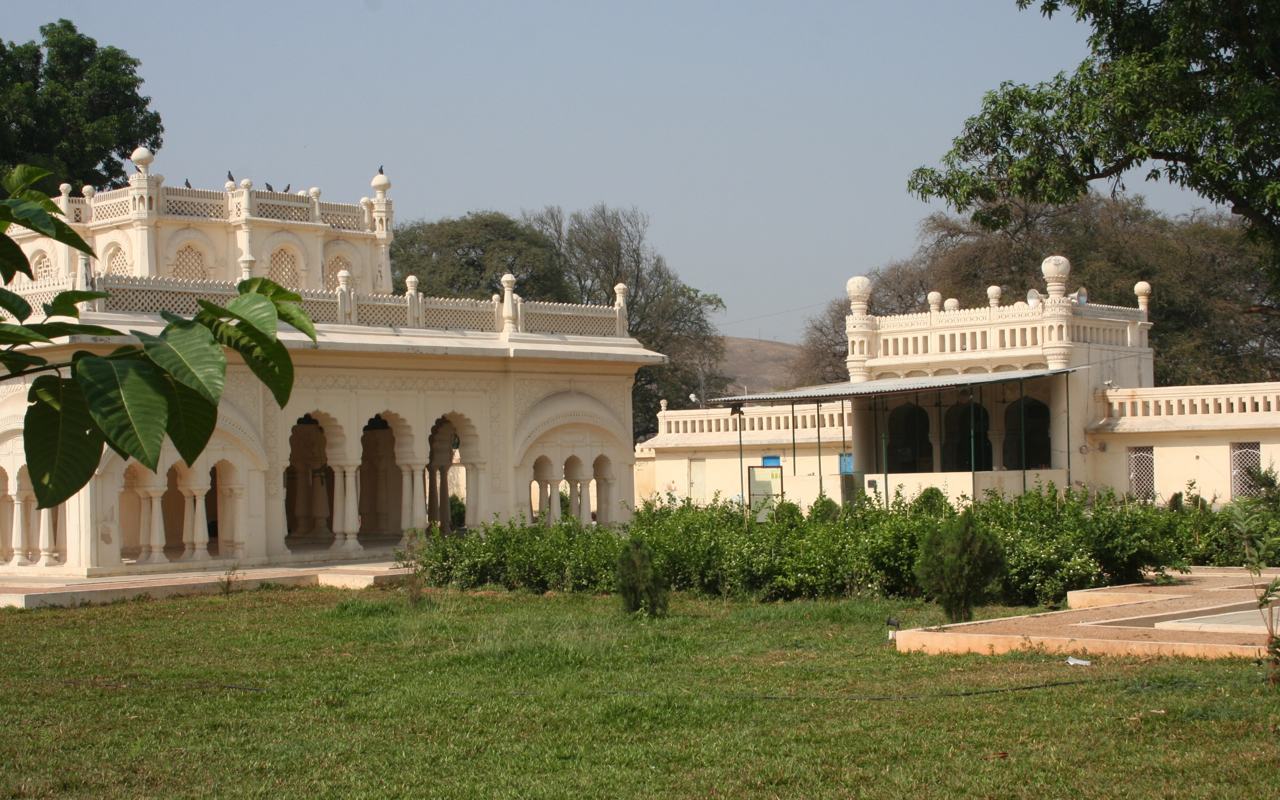
Vista del área del campus que contiene la tumba y una mezquita.

| Cypress of the garden of grace and rose-tree of the grove of coquetry, an ardent inamorata of Hydar and suppliant of Panjtan. When the tidings of the advent of death arrived from God, she accepted it with her heart, and heaven became her home. The voice of the invisible speaker called for her chronogram, Alas! Mah Laqa of the Deccan departed for heaven 1240 A.H. |

Scott Kugle, profesor de la Universidad de Emory e investigador, estudió la vida de Mah Laqa Bai. Durante su estudio, se encontró con este monumento en un estado ruinoso. Kugle propuso la idea de renovarlo. En el año 2010, mediante el uso de fondos del gobierno federal de los Estados Unidos a través de la oficina del Consulado General en Hyderabad, el Centro de Estudios Deccan encabezó el proyecto de renovación de un año. La Organización Musulmana para la Educación, la Sociedad y la Cultura también brindó apoyo al proyecto. En este proyecto de renovación se limpiaron los escombros, se reconstruyeron los canales de agua, se restauraron los árboles, los arbustos, los edificios y su exquisita decoración.

## Legado e influencia

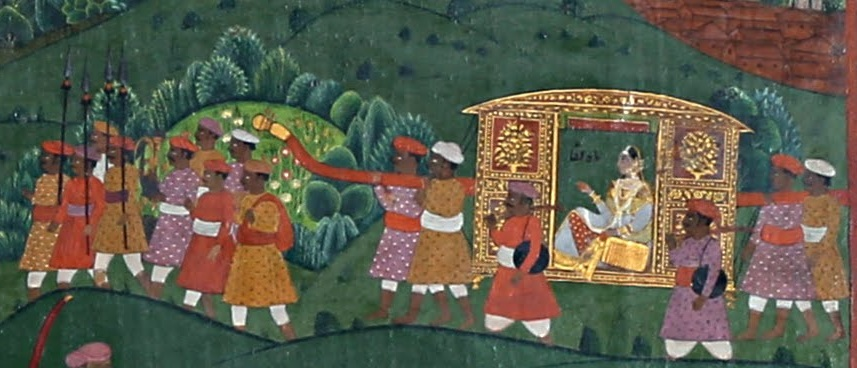
Mah Laqa en Palanquin- (Recorte de una escena de la caravana de caza de Nizam II)

Según Sajjad Shahid, Mah Laqa Bai fue la inspiración para la famosa novela Umrao Jaan Ada (1899) de Mirza Hadi Ruswa. Umrao Jaan Ada se conoce como la primera novela verdadera de la literatura urdu. Abdul Halim Sharar presentó a Mah Laqa Bai en su novela en urdu Husan Kay Dakoo (Los ladrones de la belleza) (1913-1914) como una dama bien informada que se benefició del sistema educativo moderno. Narendra Luther, postula que Mah Laqa Bai, la primera mujer poeta de la India cuya antología se publicó alguna vez, "trajo mucho orgullo a Hyderabad". En un seminario "Mujeres locas y divinas" -(2011) Scott Kugle-Profesor de la Universidad de Emory, expresó que Mah Laqa Bai, además de ser una cortesana aristocrática, era una mística devota, y estaba enamorada de los elementos sufíes y bhakti.
En 2013, durante el festival del patrimonio de Hyderabad, el Departamento de Turismo del Estado de Andhra Pradesh patrocinó una obra de teatro monólogo "Maha Laq Bai Chanda" sobre la vida de Mah Laqa. La obra fue dirigida por Vinay Varma; Ratika Sant Keswani interpretó el papel de Mah Laqa bai.

## Otras lecturas
- Rizvi, Shafqat (1990). Divan-e Mahlaqa Bai Chanda (en urdu). Lahore: Majlis-e-taraqqi-e-adab.

- Datos: Q6732616
- Multimedia: Mah Laqa Bai / Q6732616